# Лазаренко Павло Миколайович
Павло́ Микола́йович Лазаренко (11 січня 1974 — 11 липня 2014) — солдат Державної прикордонної служби України.

## Життєпис
Народився 1974 року. 1991 року закінчив Черкаську першу гімназію. Його класним керівником був Валерій Миколайович Потьомкін, вчитель англійської мови.
На початку 2010-х років працював в Іспанії, в передмісті Барселони Таррега, а потім переїхав жити до м. Манреса.[джерело?]
Повернувся в Україну навесні 2014 року, пішов добровольцем до Навчального центру підготовки молодших спеціалістів Державної прикордонної служби.
Патрульний-водій, відділення інспекторів прикордонної служби мобільної прикордонної застави Навчального центру підготовки молодших спеціалістів. 11 липня під час обстрілу біля Зеленопілля був поранений, але вижив. Відмовився від евакуації, стан почав погіршуватись, його з колоною Збройних Сил направили до госпіталю. Колона потрапила під обстріл, Павло Лазаренко загинув.
До 10 днів місцезнаходження Павла Лазаренка було невідоме. Згодом підрозділом ЗСУ в лісосмузі був знайдений труп невідомого чоловіка, на нозі якого під джгутом була записка — з часом та датою його накладення і номером телефону старшини мобільної прикордонної застави. Військовослужбовці зателефонували за цим номером та встановили, що це Павло Лазаренко.
Похований в місті Черкаси.

## Нагороди та вшанування
- 26 липня 2014 року — за особисту мужність і героїзм, виявлені у захисті державного суверенітету та територіальної цілісності України, вірність військовій присязі під час російсько-української війни, відзначений — нагороджений орденом «За мужність» III ступеня (посмертно).
- Черкаська обласна рада його посмертно вшанувала відзнакою «За заслуги перед Черкащиною».
- У вересні 2016-го в черкаській гімназії встановлено пам'ятну дошку випускнику Павлу Лазаренку.[4]
- 1 грудня 2016 року відкрито меморіальну дошку на будинку в Черкасах за адресою вулиця Героїв Майдану 9, де жив Павло Лазаренко.[5][6]
- 17 листопада 2016 року — нагороджений відзнакою «Почесний громадянин міста Черкаси»[7].